# Douglas MacArthur

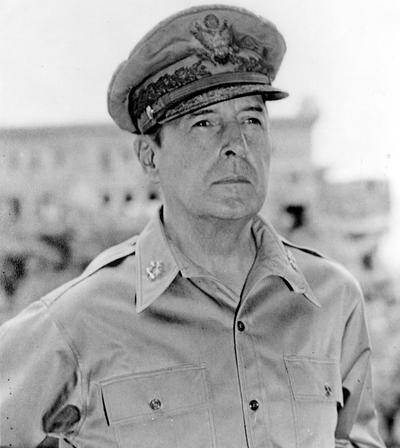
Douglas MacArthur

Douglas MacArthur (* 26. Januar 1880 in Little Rock, Arkansas; † 5. April 1964 in Washington, D.C.) war ein Berufsoffizier der United States Army. Er war Brigadegeneral im Ersten Weltkrieg und wurde General of the Army im Zweiten Weltkrieg. Mit Admiral Chester W. Nimitz war er Oberbefehlshaber im Pazifikkrieg. Nach Kriegsende hatte er in der Besatzungszeit in Japan  den Oberbefehl. Im Koreakrieg befehligte er die Friedenstruppen der Vereinten Nationen bis zu seiner Entlassung am 11. April 1951. Er ist einer der höchstdekorierten Soldaten der Streitkräfte der Vereinigten Staaten.

## Leben
Douglas MacArthur stammte aus einer Offiziersfamilie, deren Angehörige auch politisch engagiert waren. Sein Großvater Arthur MacArthur senior (1815–1896) war aus Schottland in die Vereinigten Staaten eingewandert und amtierte als Gouverneur des Bundesstaates Wisconsin, sein Vater Arthur MacArthur jr. (1845–1912) war Lieutenant General der US Army.
1922 heiratete Douglas MacArthur Louise Cromwell Brooks, von der er sich 1929 scheiden ließ. 1937 heiratete er Jean Marie Faircloth. 1938 wurde sein Sohn Arthur MacArthur IV geboren.

### Ausbildung
MacArthur wurde 1899 an der renommierten United States Military Academy in West Point angenommen und schloss die Offiziersausbildung 1903 als Jahrgangsbester ab. Anschließend trat er im Rang eines Second Lieutenant dem US Army Corps of Engineers bei und wurde auf den Philippinen stationiert. Er wurde 1904 First Lieutenant (Oberleutnant), 1911 Captain (Hauptmann), 1915 Major und 1917 Colonel (Oberst).

### Erster Weltkrieg
Während des Ersten Weltkriegs diente MacArthur in Frankreich bei der 42. US-Division, wo er im Juni 1918 zum jüngsten Brigadier General der US Army aufstieg. Er nahm an der Schlacht an der Marne teil und führte die 84. US-Infanteriebrigade in der Schlacht von St. Mihiel und der Meuse-Argonne-Offensive.

### Zwischen den Kriegen
Nach Ende des Krieges war MacArthur im Rahmen der Alliierten Rheinlandbesetzung als Kommandeur der 84th Infantry Brigade in Sinzig stationiert. Nach seiner Rückkehr in die USA wurde er für drei Jahre Superintendent der Militärakademie West Point. Während dieser Zeit reformierte er die Offiziersausbildung grundlegend. Anschließend kommandierte er Einheiten auf den Philippinen und war der Verantwortliche für den Manila-Distrikt. 1925 erfolgte seine Beförderung zum Generalmajor.
Von 1930 bis 1935 war er als (temporärer) Viersternegeneral Chief of Staff of the Army.
Im Juli 1932 wurde MacArthur von Präsident Herbert Hoover mit der Niederschlagung der sogenannten Bonus Army beauftragt, einer Protestbewegung von Weltkriegsveteranen, die in Washington um den Capitol Hill für Auszahlung ihrer Boni demonstrierten, welche zuvor vom Senat der Vereinigten Staaten abgelehnt worden war. Sein hartes, über die Weisungen des Präsidenten hinausgehendes Vorgehen gegen die Demonstranten, wobei er Panzer und Kavallerie und Infanterie mit aufgepflanzten Bajonetten einsetzte, führte zu hundert Verletzten und dem Tod eines Kindes. Zudem brannte das Hooverville der Demonstranten am Anacostia River bei der gewaltsamen mitternächtlichen Räumung ab.

### Philippinen und Beginn des Zweiten Weltkrieges

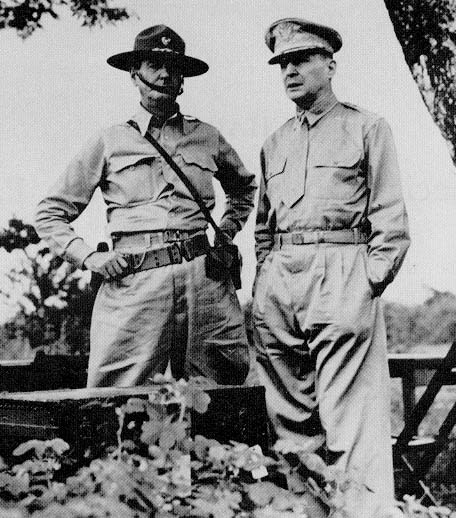
Die Generale Jonathan Wainwright und Douglas MacArthur, Philippinen (1941)

1935 wurde das Commonwealth der Philippinen unter der Vorherrschaft der USA gegründet, und der erste gewählte Präsident der Philippinen Manuel Luis Quezon y Molina überzeugte General MacArthur davon, eine unabhängige philippinische Verteidigungsarmee aufzubauen. MacArthur wurde Militärberater auf den Philippinen, wo er diese Aufgabe mit der Unterstützung von Major Dwight D. Eisenhower und Major James Basevi Ord anging.
Als die japanische Bedrohung zunahm, beschlossen die USA Anfang 1941 eine Aufrüstung der Philippinen. Dazu wurden am 26. Juli 1941 die United States Army Forces, Far East (USAFFE) aufgestellt. MacArthur war ab 27. Juli Generalleutnant. Im August 1941 stand fest, dass diese Kräfte einer möglichen japanischen Invasion nicht widerstehen konnten, da Waffen wie Flugabwehrgeschütze, Panzer und moderne Kampfflugzeuge fehlten. Die USA stellten in Aussicht, bis Anfang 1942 für eine adäquate Aufrüstung zu sorgen. Die angebotene Verlegung einer Einheit der Nationalgarde lehnte MacArthur aber ab. Er war Optimist und angesichts der wachsenden Lieferungen an Flugzeugen und anderen unterstützenden Materialien ging er davon aus, die Philippinen zu einer sich selbst verteidigenden Festung ausbauen zu können. Die Abwehr eines japanischen Angriffes sollte dann kein Problem sein. Er war außerdem der Ansicht, das komplette Chinesische Meer mit amerikanischen Flugzeugen kontrollieren zu können.
Nach dem Angriff auf Pearl Harbor am 7. Dezember 1941 mussten der zum General beförderte MacArthur und sein Kommandostab schnell feststellen, dass sie der Übermacht der japanischen Streitkräfte kaum etwas entgegenzusetzen hatten. Zusammen mit Brigadegeneral Jonathan Wainwright arbeitete MacArthur einen Rückzugsplan aus, der vorsah, dass sich alle alliierten Truppen in Luzon bis Anfang Januar 1942 auf die Halbinsel Bataan zurückziehen sollten.
Dieser Plan konnte erfolgreich verwirklicht werden, doch als die Lage aussichtslos wurde, zog das US-Kriegsministerium MacArthur im März von den Philippinen ab, um ihn zum Oberbefehlshaber der alliierten Truppen im Southwest Pacific Area zu ernennen. Er wurde auf einen direkten Befehl Roosevelts hin durch Jonathan Wainwright ersetzt, der im Mai 1942 in japanische Gefangenschaft geriet. MacArthur wurde nach seiner sicheren Ankunft in Australien die Medal of Honor verliehen, jedoch nicht ohne vorher sein Versprechen abzugeben: „Ich komme wieder“.

### Südwestpazifik

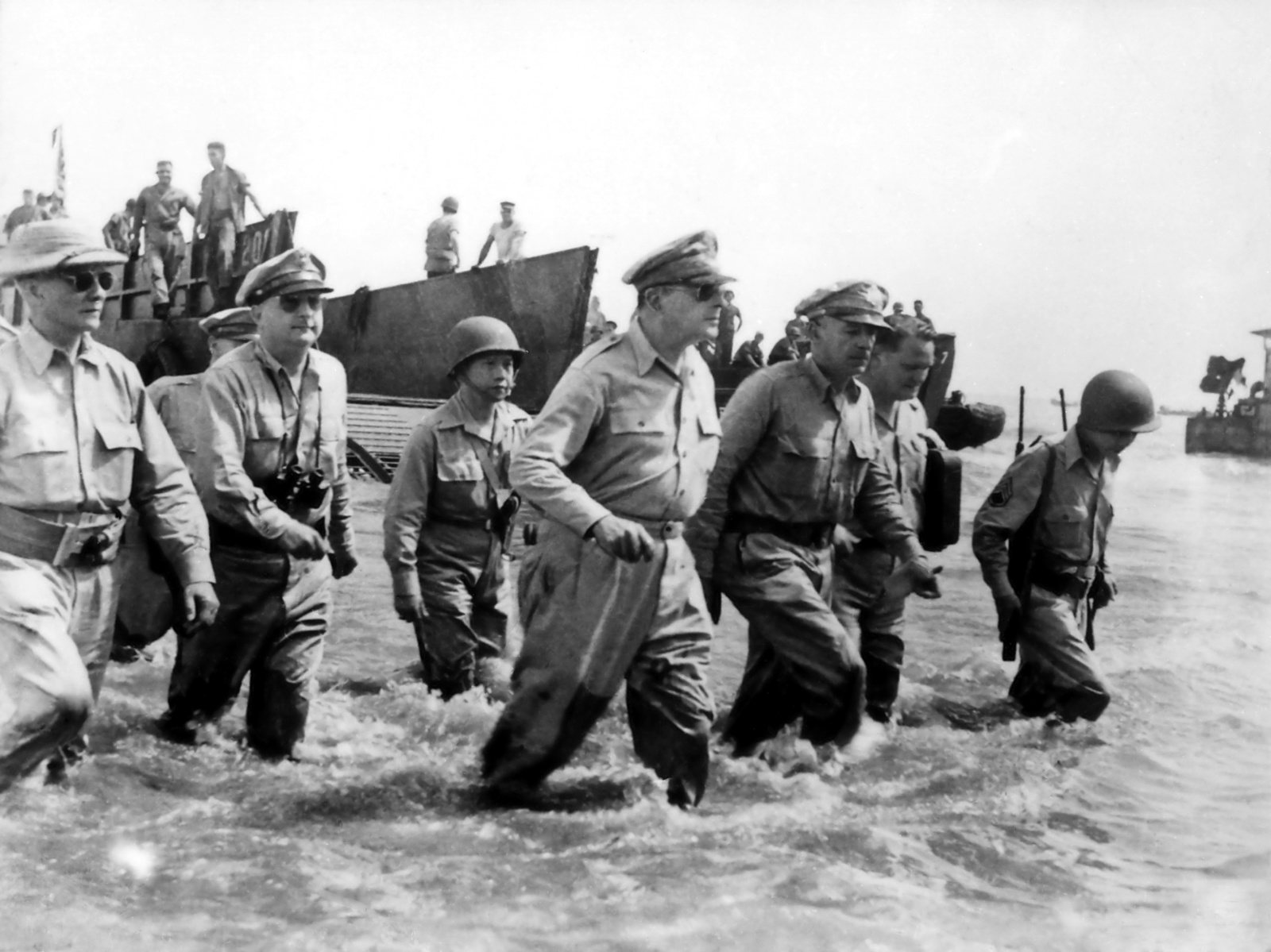
General Douglas MacArthur bei der Invasion auf Leyte

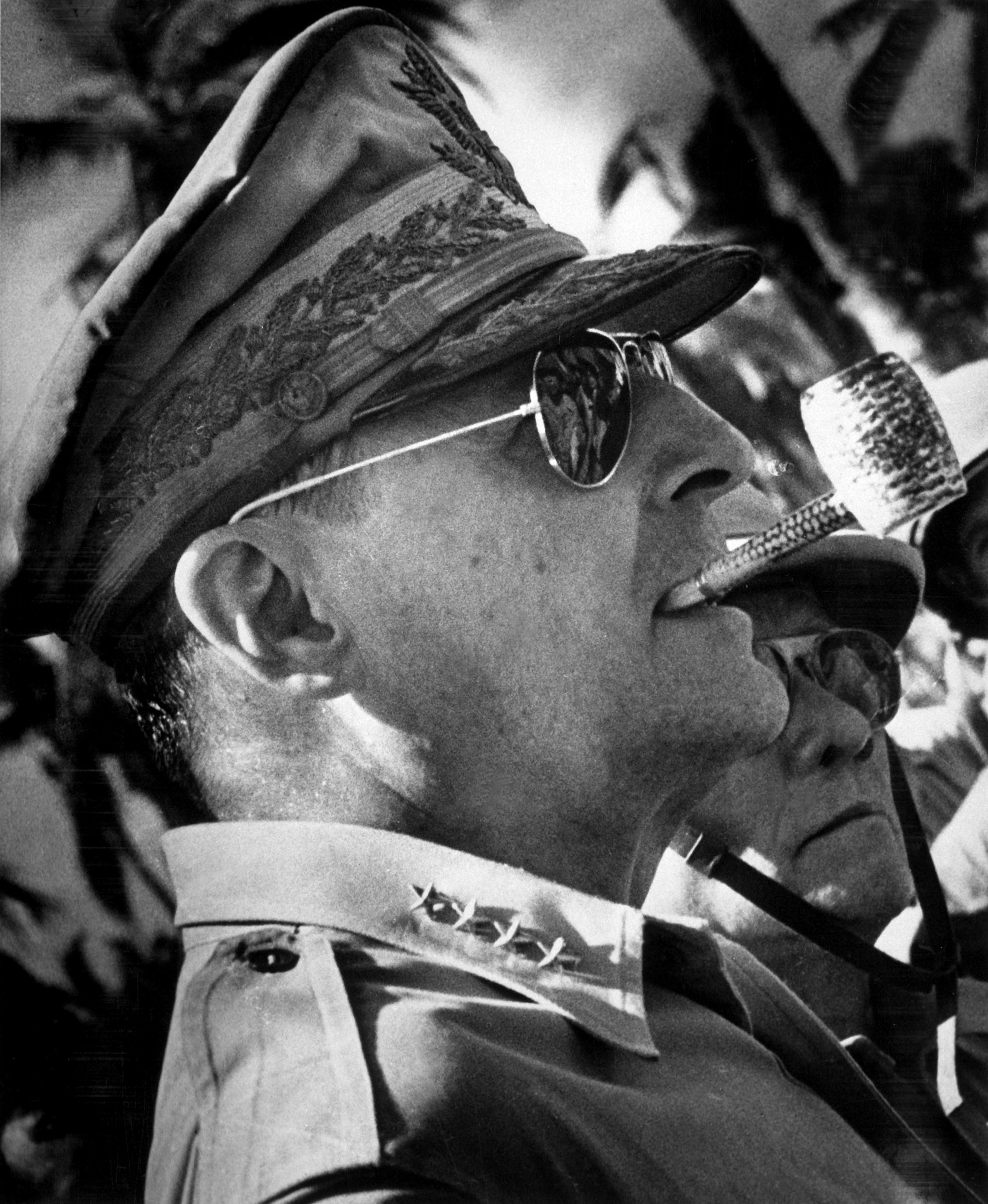
Douglas MacArthur 1944 am Strand von Leyte

In dieser ihm am 18. April 1942 verliehenen Funktion erarbeitete MacArthur mit seinem Einsatzstab in seinem Hauptquartier (GHQ) auf Australien mehrfach revidierte Pläne, die ein Vorrücken der alliierten Truppen über die Nordküste Neuguineas in Richtung der Philippinen vorsahen. In diesen sogenannten RENO-Plänen waren vor allem Eroberungen von japanischen Flugfeldern vorgesehen und als Schlussziel das Durchtrennen der japanischen Nachschubwege aus Südostasien. Anschließend sollte der Sprung auf die südlichen Philippinen erfolgen (→ Schlacht um Leyte). Der Feldzug zur Befreiung Neuguineas begann im Herbst 1942 und im Oktober 1944 auch die Rückeroberung der Philippinen.
Am 18. Dezember 1944 wurde MacArthur zum General of the Army befördert.

### Kapitulation Japans und Nachkriegszeit

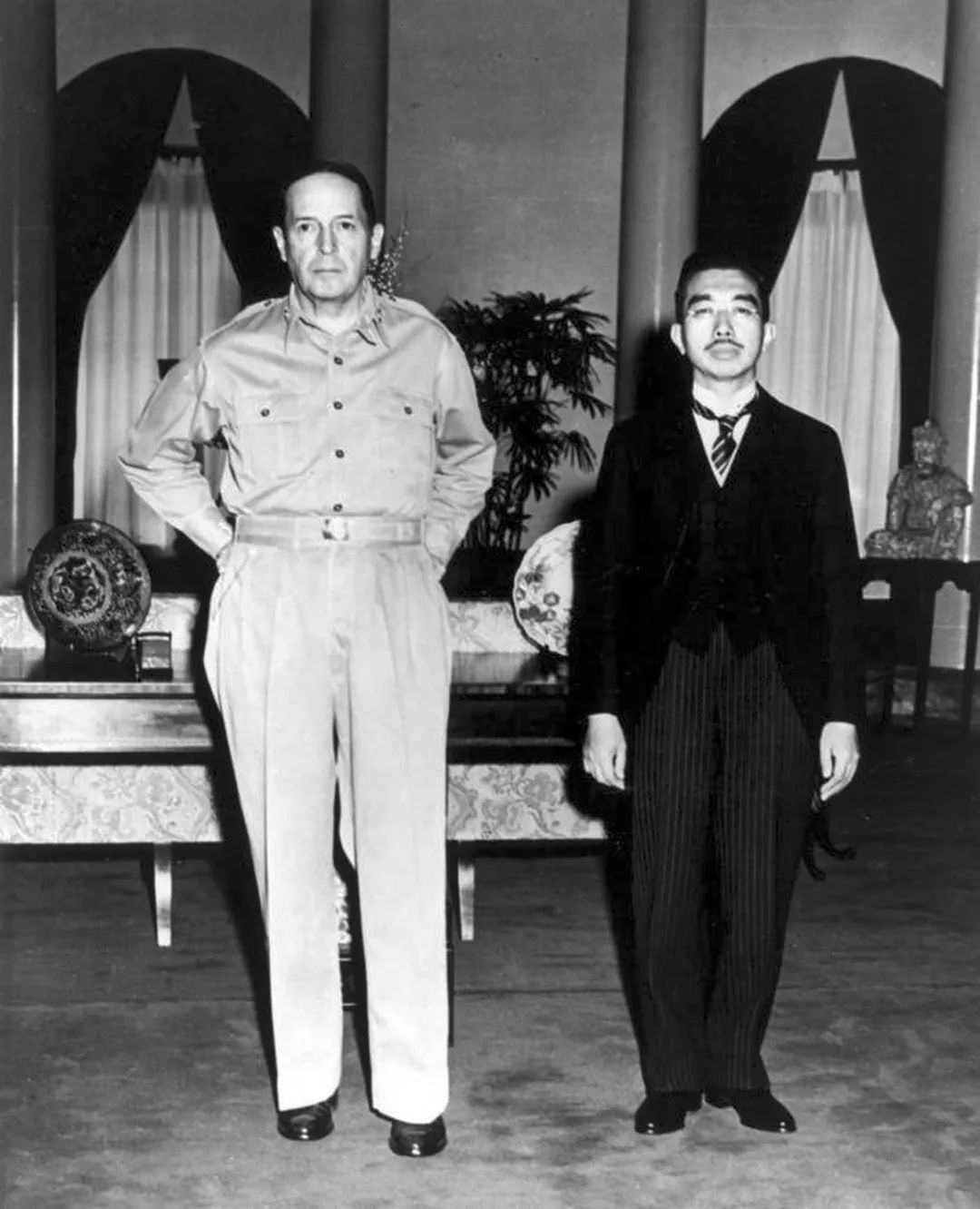
MacArthur und der japanische Kaiser Hirohito

Am 2. September 1945 nahm er die Kapitulation Japans auf der USS Missouri entgegen und leitete als Oberkommandierender der Alliierten Mächte (engl. Supreme Commander for the Allied Powers, kurz: SCAP) die anschließende Demilitarisierung und Demokratisierung des Landes. Unter seiner Verantwortung führten bereits 1945 alliierte Militärtribunale Prozesse gegen japanische Kriegsverbrecher durch, bevor 1946 den Internationalen Militärgerichtshof für den Fernen Osten errichtete, vor dem die Tokioter Prozesse gegen die Hauptkriegsverbrecher eröffnet wurden. Sein Stab erarbeitete die ersten Entwürfe für die 1947 in Kraft getretene japanische Verfassung.
MacArthur hatte maßgeblichen Einfluss auf die Nachkriegsordnung Japans. Allerdings löste die Tatsache, dass einige der Mitverantwortlichen für Kriegsverbrechen, vor allem Kaiser Hirohito und andere Angehörige der kaiserlichen Familie, nicht angeklagt wurden, auch Kontroversen aus.
1948 trat MacArthur für die Republikaner bei der Präsidentschaftswahl an, zog jedoch seine Kandidatur zurück, da er bei den Vorwahlen im Bundesstaat Wisconsin nicht die Stimmenmehrheit auf sich vereinen konnte.

### Koreakrieg
Nach dem Einmarsch nordkoreanischer Truppen in Südkorea am 25. Juni 1950 erhielt MacArthur den Oberbefehl über die mit einem Mandat der UNO ausgestatteten internationalen Truppen unter dem United Nations Command, die er in der Landung bei Incheon zu ihrem ersten Erfolg führte. Im Verlauf des Krieges und angesichts des Einsatzes chinesischer Freiwilliger und Soldaten setzte er sich vehement für den Einsatz von Atomwaffen auf 49 nordkoreanische Städte und die Ausweitung des Konfliktes auf die Volksrepublik China ein. US-Präsident Harry S. Truman lehnte diese speziellen Forderungen mehrfach ab und berief MacArthur wegen dessen fortgesetzten und teilweise öffentlichen Drängens schließlich am 11. April 1951 von seinem Posten ab. Diese Entscheidung führte zu heftigen Protesten im Kongress und zu öffentlichen Demonstrationen für MacArthur. An einer Parade in New York nahmen angeblich sieben Millionen Menschen teil. Die öffentliche Meinung sah in MacArthur einen großen Kriegshelden, während Präsident Truman weitgehend unpopulär war. Einige Wochen lang schien es möglich, dass MacArthur die Regierungsgewalt übernehmen könne. Die Haltung der Öffentlichkeit kippte jedoch, als der Vorsitzende der Joint Chiefs of Staff, General Omar N. Bradley, in einer Aussage vor dem Senat auf die verheerenden Auswirkungen von MacArthurs Forderungen für die strategische Position der USA in Westeuropa hinwies. Der Historiker Niall Ferguson verglich den Machtkampf Truman-MacArthur mit der römischen Geschichte:

„1951 war wohl der einzige Moment in der Geschichte, in dem Amerika kurz davor stand, das Schicksal der römischen Republik zu teilen. Der Mann, der die Rolle Cäsars gespielt hätte, war General Douglas MacArthur. […] Er überschritt gewissermaßen den Rubikon, als er Truman auch öffentlich kritisierte. Die Herausforderung des Präsidenten fand nicht nur den Beifall, sondern auch die Unterstützung der Führung der Republikaner im Kongress sowie eines beachtlichen Teils der konservativen Presse. Als Truman ihn ablösen ließ und er zu Hause als Held empfangen wurde, schien die Verfassung zur Disposition zu stehen.“

### Späte Jahre
MacArthur kehrte in die USA zurück, wo ihm eine Welle der Verehrung entgegenschlug. Als erster US-Militär hielt er eine Abschiedsrede vor beiden Häusern des Kongresses. Aufgrund seines militärischen Ruhms kam er als republikanischer Kandidat für die Präsidentschaftswahl von 1952 ins Gespräch. Er unternahm Reisen durch die USA und brachte als Redner seine Vorbehalte gegen die Politik Trumans zum Ausdruck. Die Zahl seiner Zuhörer ging aber mit der Zeit zurück, da der Eindruck entstand, es gehe ihm nur um eine Abrechnung mit dem Präsidenten, ohne aber positive Visionen von der Zukunft des Landes zu entwickeln. Als Präsidentschaftskandidat der Republikanischen Partei wurde schließlich Dwight D. Eisenhower nominiert, der die Wahl im November 1952 gewann. MacArthur gab seine politischen Ambitionen auf und lebte von da an in New York. Er publizierte viel und erhielt zahlreiche Ehrungen.
1964 starb Douglas MacArthur in Washington, D.C. im Walter-Reed-Militärkrankenhaus. Dem Trauerzug in Washington folgten schätzungsweise 150.000 Menschen. Beerdigt wurde er auf seinen Wunsch in Norfolk, Virginia.

## Ehrungen
- MacArthur Memorial mit Denkmal und Sarkophag in Norfolk. Auf dem MacArthur Memorial fand er auch seine letzte Ruhestätte.[8]
- MacArthur Foundation, die jährlich an junge Offiziere Preise und Stipendien verleiht.[9]
- MacArthur Leadership Award, verliehen vom Royal Military College of Canada in Kingston, Ontario
- Douglas-MacArthur-Tunnel des Highway 1, welcher das ehemalige Militärgelände des Presidio und heute Teil des Golden Gate National Recreation Area in San Francisco unterquert.
- Der Westlake Park von Los Angeles aus dem Jahre 1880 wurde 1942 zum MacArthur Park umbenannt.[10]
- Diverse Straßen erhielten seinen Namen.
- In der Historischen Rangordnung der höchsten Offiziere der Vereinigten Staaten wird er auf dem 17. Rang geführt.
- Seine um die hundert US-Auszeichnungen und von anderen Ländern umfassen u. a.: Die Medal of Honor, das Distinguished Service Cross mit zweifachem Eichenlaub, die Distinguished Service Medal der US Army mit vierfachem Eichenlaub, die Navy Distinguished Service Medal, den Silver Star mit siebenfachem Eichenlaub, das Distinguished Flying Cross, den Bronze Star mit V-Auszeichnung (V für Valor; am.-engl. für Tapferkeit), das Purple Heart mit Eichenlaub, die Presidential Unit Citation mit sechsfachem Eichenlaub sowie den japanischen Orden der Aufgehenden Sonne.

## Rezeption

### Film
- Generals Of WWII – George Marshall/Douglas MacArthur
- The Collectors Biography Series – Douglas MacArthur, 1995
- MacArthur – Held des Pazifik, 1977
- Emperor – Kampf um den Frieden, 2012
- The World Wars, 2014
- Operation Chromite, 2016

### Sonstiges
- Auf dem von Johnny Bruck geschaffenen Titelbild des Perry-Rhodan-Heftromans Nr. 492, Das stählerne Gefängnis (1971), ist die Romanfigur Reginald Bull abgebildet. Sie trägt die Gesichtszüge von Douglas MacArthur.[11]

## Werke
- Douglas MacArthur: Reminiscences. 1964 und 2001 2. Auflage, Bluejacket Books, ISBN 978-1-55750-483-8.